# Phalaenopsis malipoensis
Espèce
Phalaenopsis malipoensis est une espèce d'orchidées du genre Phalaenopsis originaire de Chine.